# Ranunculus acrophilus
Ranunculus acrophilus är en ranunkelväxtart som beskrevs av Barbara Gillian Briggs. Ranunculus acrophilus ingår i släktet ranunkler, och familjen ranunkelväxter. Inga underarter finns listade i Catalogue of Life.